# ذرة سودانية
ذُرَة سُودَانِيَّة نوع من السورغم في الفصيلة النجيلية والتي هجنت لاستخدامها علفًا وحبوبًا موطنه المناطق الاستوائية وشبه الاستوائية في شرق إفريقيا. تكثير زراعته في السودان حيث تجود في مناطق غرب السودان اقليم دارفور و يستعمل حبه للأكل مطحونة و يستخدم كعلف للحيوان , كما يضاف مع بعض المركزات كعلف اخضر. 